# Groeve naast Beckersbergske

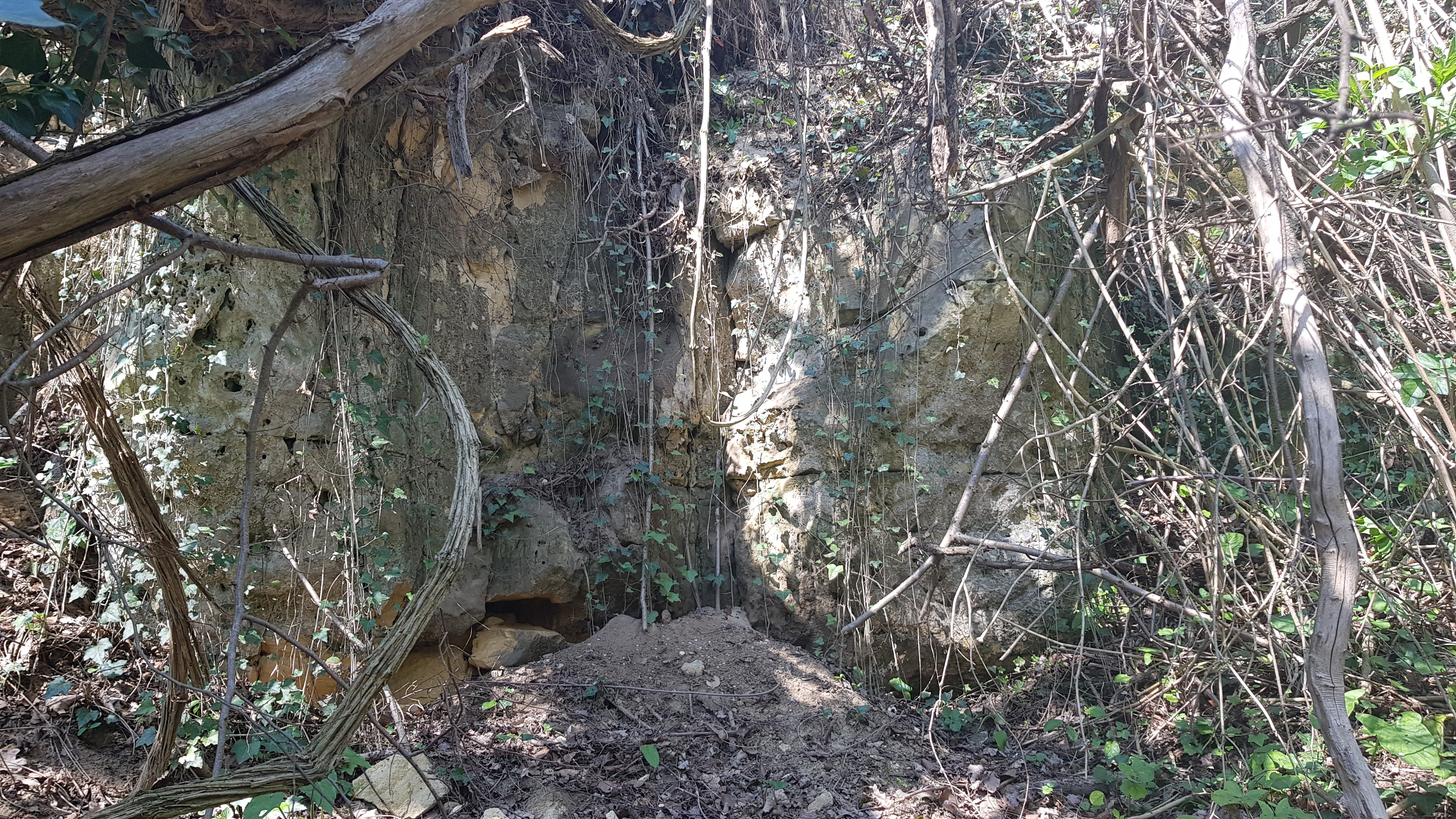
Groeve naast Beckersbergske

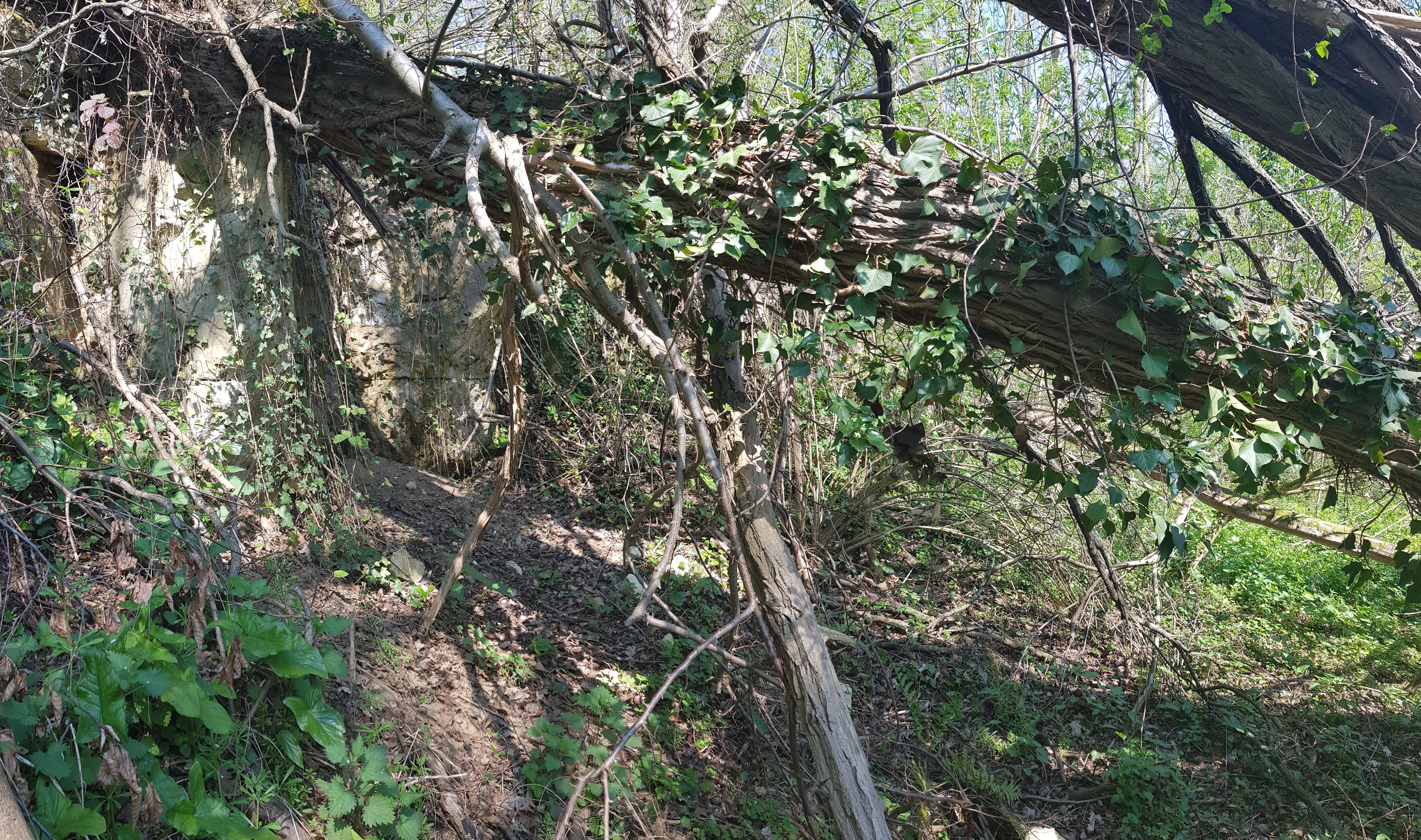
Groeve naast Beckersbergske

De Groeve naast Beckersbergske  is een Limburgse mergelgroeve in de Nederlandse gemeente Valkenburg aan de Geul in Zuid-Limburg. De ondergrondse groeve ligt ten zuiden van Valkenburg aan de zuidrand van een bosgebied dat gelegen is op de zuidoostelijke hellingen van de Heunsberg, op de noordoostelijke rand van het Plateau van Margraten in de overgang naar het Geuldal. Ter plaatse duikt het plateau een aantal meter steil naar beneden.
Op ongeveer 20 meter naar het zuiden ligt de groeve Beckersbergske, op ongeveer 100 meter naar het noorden ligt een andere groeve, op ongeveer 530 meter ten noorden ligt de Hoorensberggroeve, op ongeveer 500 meter ten noordoosten liggen de Gewandgroeve I en Gewandgroeve II, op ongeveer 200 meter naar het oosten ligt aan de overzijde van de Sibbergrubbe de Bieboschgroeve met de Kalkoven Biebosch, op ongeveer 345 meter naar het zuidoosten ligt de Vallenberggroeve en op respectievelijk ongeveer 160 en 370 meter naar het zuiden liggen de Groeve achter Lemmekenskoel en de Groeve Lemmekenskoel.

## Geschiedenis
De groeve werd door blokbrekers ontgonnen voor de winning van kalksteen.

## Groeve
De groeve heeft een oppervlakte van 78 vierkante meter.

## Geologie
De naastgelegen groeve Beckersbergske is uitgehouwen in de Kalksteen van Schiepersberg uit de Formatie van Maastricht. De Groeve naast Beckersbergske is waarschijnlijk eveneens in de Kalksteen van Schiepersberg uitgehouwen of anders in de Kalksteen van Emael dat er boven ligt.